# Béatrice Launer
Pour les articles homonymes, voir Launer.
Béatrice Launer est une violoniste américaine, née le 18 juin 1913 à New York, et morte le 14 avril 1994 .

## Biographie
Béatrice Launer est d'origine hongroise et de confession juive.
En 1933, elle épouse Jules Dassin, avec lequel elle a trois enfants : 
- Joe Dassin (1938-1980) ;
- Richelle Dassin (née en 1940) ;
- Julie Dassin (née en 1944).

Le couple divorce en 1962.